# رجحة (العدين)

تعديل مصدري - تعديل

رجحة محلة تابعة لقرية وادي قديف، التابعة لعزلة الجبلين بمديرية العدين إحدى مديريات محافظة إب في الجمهورية اليمنية، بلغ تعداد سكانها 36 حسب تعداد اليمن لعام 2004.